# Cirrhilabrus katherinae
Cirrhilabrus katherinae es una especie de peces de la familia Labridae en el orden de los Perciformes.

## Morfología
Los machos pueden llegar alcanzar los 7,1 cm de longitud total.

## Distribución geográfica
Se encuentra en Japón, Guam e Islas Marianas.